# Alex Jones (Radiomoderator)

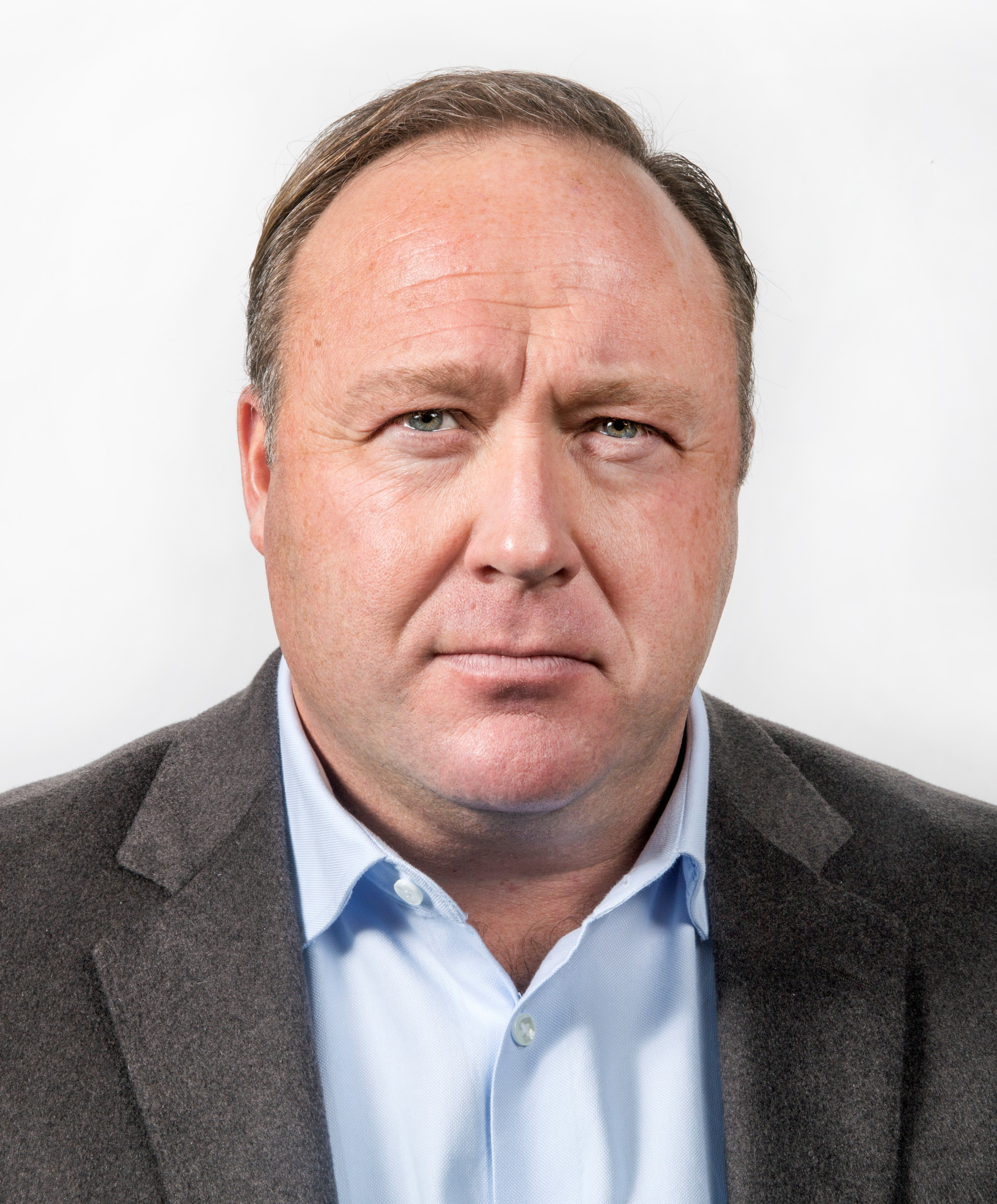
Alex Jones (2017)

Alexander Emerick Jones (* 11. Februar 1974 in Dallas) ist ein US-amerikanischer Radiomoderator und Unternehmer, der als Verschwörungstheoretiker und Vertreter rechter bis rechtsextremer politischer Ansichten auch über die Vereinigten Staaten hinaus wahrgenommen wird. Per Online-Marketing vertreibt er Nahrungsergänzungsmittel sowie Produkte, die zum großen Teil im Zusammenhang mit den von ihm verbreiteten Verschwörungstheorien stehen.
Im April 2022 ging seine Plattform InfoWars in Insolvenz. Im Dezember 2022 meldete er Privatinsolvenz an. 2022 wurde Jones wegen der Verbreitung von Falschbehauptungen über den Amoklauf an der Sandy Hook Elementary School mit 26 Toten in mehreren Verfahren zu insgesamt 1,5 Milliarden US-Dollar Schadenersatz verurteilt.

## Leben
Alex Jones wuchs als Sohn eines Zahnarztes in einer konservativen Familie der oberen Mittelschicht in Rockwall, einem Vorort von Dallas, auf. 1991 zog die Familie nach Austin, wo er 1993 seinen Abschluss an der Anderson High School erhielt, kurzzeitig das Community College besuchte und seine Karriere mit einem Live-Anrufformat im Kabel-TV begann. Im Jahr 1996 wechselte Jones zum Sender KJFK mit einer Show namens The Final Edition. 1998 veröffentlichte er seinen ersten Film: America Destroyed By Design.
Jones war mit Kelly Jones verheiratet, von der er seit 2015 geschieden ist. Dieser Ehe entstammen drei Kinder. 2017 erstritt sich Kelly das Aufenthaltsbestimmungsrecht und nahm die Kinder zu sich.
Im Jahr 1998 suchte Jones Unterstützer für die Errichtung einer Gedenkstätte für Bundesbeamte und Sektenmitglieder, die während der Erstürmung des Hauptquartiers der Sekte Branch Davidians durch die Bundesbehörde ATF in der Nähe von Waco, Texas, getötet worden waren. Diese Bemühungen ließ Jones oft in seine Show einfließen, in der er behauptete, dass Koresh und seine Anhänger „friedliche Menschen“ gewesen seien, die im Auftrag der Generalbundesanwältin der Vereinigten Staaten von Amerika, Janet Reno, vom ATF bei der Waco-Belagerung ermordet worden seien. 1999 wurde Jones als Moderator einer Sendung von KJFK entlassen, weil er ständig politisch einseitige Sendungen machte. Der Betriebsleiter des Senders sagte, dass Jones entlassen wurde, weil seine Ansichten es dem Sender schwer gemacht hätten, die Show der Werbeindustrie zu verkaufen, und weil Jones sich geweigert habe, sein tendenziöses Themenspektrum zu erweitern. Dabei hatten einige Leser des Austin Chronicles ihn in diesem Jahr neben einem Kollegen zum „besten Radiomoderator“ gewählt. Im Frühjahr 2000 war Jones einer der sieben republikanischen Kandidaten für das Repräsentantenhaus von Texas im Wahlkreis 48. Im März musste Jones seine Kandidatur aufgeben, als die ersten Umfrageergebnisse darauf hindeuteten, dass er nur geringe Gewinnchancen hatte.
2001 und 2006 wirkte er in zwei Spielfilmen des Regisseurs Richard Linklater als Schauspieler mit. In Waking Life und in A Scanner Darkly – Der dunkle Schirm spielte er wütende Redner, die ihre Ansprachen mit Megafonen in die Straßen brüllen.
Wiederholt geriet Jones in Konflikt mit den Behörden. Am 8. Juni 2006, auf dem Weg zu Dreharbeiten über ein Treffen der Bilderberg-Gruppe in Ottawa, wurde er am Flughafen Ottawa von den kanadischen Behörden festgenommen und ergebnislos verhört und durchsucht. Am 8. September 2007 wurde er in New York City festgenommen, weil er an einer Kreuzung ohne Genehmigung ein Megaphon benutzt hatte.
Zusammen mit Anführern anderer radikaler Gruppen nahm er am 6. Januar 2021 in Washington an dem Sturm auf das Kapitol teil.

## Vermarktung von Verschwörungstheorien
Jones betreibt eine tägliche Radiosendung, die Website infowars.com sowie den Internet-basierten Fernsehsender prisonplanet.com. Etwa ein Viertel seiner Sendezeit benutzt er für Werbung für DVDs, die er produziert und im Eigenvertrieb vermarktet, sowie insbesondere seine Merchandising-Produkte: Jones vertreibt unter anderem Schusswaffen, Kosmetikprodukte, Potenzpillen und Nahrungsergänzungsmittel; die Einnahmen aus diesem Geschäft machen über zwei Drittel der Gesamteinnahmen seiner Firma aus. Darüber hinaus hat er Medikamente im Angebot, die angeblich das selbstständige Denken fördern oder vor der feminisierenden Wirkung bestimmter Gifte schützen sollen, die seiner Meinung nach von Verschwörern innerhalb der US-Regierung absichtlich freigesetzt werden. Dieses Geschäftsmodell, irrationale Ängste zu schüren und zugleich vermeintliche Gegenmittel zu verkaufen, ist vielfach kritisiert worden. Der amerikanische Politikwissenschaftler Michael Barkun bezeichnet Jones als den „führenden amerikanischen Verschwörungsunternehmer der Gegenwart“, der deutsche Amerikanist Michael Butter nennt ihn den „kommerziell erfolgreichsten Verschwörungstheoretiker […] vermutlich der ganzen Welt“. Auch für die Landeszentrale Politische Bildung Baden-Württemberg ist Alex Jones ein prägnantes Beispiel für den Zusammenhang von Verschwörungstheorien und erfolgreicher Geschäftstätigkeit.
Die Alex Jones Show wurde landesweit vom Genesis Communications Network auf mehr als 60 Mittelwellen- und Ultrakurzwellen-Radiosendern in den Vereinigten Staaten sowie vom Kurzwellendienst WWCR Nashville ausgestrahlt. Seit 2010 konnte Jones auch beim Fernsehsender Russia Today (RT) regelmäßig seine Meinungen verbreiten.
Unter anderem behauptete er regelmäßig, globale Eliten würden eine diktatorische Neue Weltordnung errichten, die US-Regierung sei an den Terroranschlägen vom 11. September 2001 beteiligt gewesen und Barack Obama sei kein geborener US-Bürger, weshalb er von Rechts wegen das Präsidentenamt nicht hätte ausüben dürfen. Außerdem leugnet er die globale Erwärmung und verbreitet Falschinformationen zur COVID-19-Pandemie.

## Politische Positionen und Kontroversen
Jones wird als populistisch, rechtsgerichtet oder rechtsaußen bezeichnet. Er selbst versteht sich als libertär oder paläokonservativ. Er unterstützte 2012 den Präsidentschaftswahlkampf des republikanischen Politikers Ron Paul. Er betont die Notwendigkeit zum Erhalt der in der amerikanischen Verfassung verankerten Rechte wie Meinungsfreiheit oder das Recht auf Waffenbesitz. Diese Werte drohten seiner Meinung nach mit dem USA PATRIOT Act. Oktober 2001 und dessen Verschärfung im Patriot Act II ausgehöhlt zu werden.

### Verurteilungen wegen Verleumdung
Nach dem Amoklauf an der Sandy Hook Elementary School am 14. Dezember 2012, bei dem 20 Kinder starben, behauptete Jones, der Massenmord sei in Wahrheit von der damaligen Regierung Obama mit Hilfe von Schauspielern vorgetäuscht worden, um das Recht auf Waffenbesitz einschränken und eine Diktatur errichten zu können. Die Angehörigen der Opfer seien bezahlte Lügner. Aufgrund dieser Behauptungen reichten im Frühjahr 2018 die Eltern von sechs der in Sandy Hook getöteten Kinder Klage wegen Verleumdung (defamation) gegen Jones ein. Jones sagte dazu, er habe „nur die PR und die Debatte über Sandy Hook kritisiert, aber doch recht schnell geglaubt, dass der Massenmord tatsächlich stattgefunden habe, auch wenn dies in der Öffentlichkeit angezweifelt werde“. Er wurde in Connecticut wegen seiner Aussagen verurteilt, der Oberste Gerichtshof der Vereinigten Staaten bestätigte das Urteil aus Connecticut im Juni 2021.
Ein Geschworenengericht im Bundesstaat Texas sprach den Eltern eines in Sandy Hook ermordeten Jungen am 4. August 2022 ein Schmerzensgeld in Höhe von 4,1 Millionen US-Dollar zu. Einen Tag später wurde er zu weiteren 45,2 Millionen US-Dollar Strafschadenersatz verurteilt, die als Sanktion und zur Abschreckung gedacht sind. Am 12. Oktober 2022 wurde Jones in einem Verfahren in Connecticut verurteilt, 965 Millionen US-Dollar an acht Opferfamilien und einen Agenten der Bundespolizei FBI zu zahlen.
Alex Jones meldete am 2. Dezember 2022 Insolvenz an. Ein Gericht setzte fest, dass die Insolvenz keine Wirkung auf die Schadensersatzansprüche hat. Die Gläubiger boten Jones eine Zahlung von 85 Millionen über einen Zeitraum von zehn Jahren an, Alex Jones hingegen antwortete mit dem Angebot über eine Zahlung von 55 Millionen über einen Zeitraum von zehn Jahren. Im Februar 2024 stimmten die Gläubiger einer Auflösung und Neuverteilung der Vermögenswerte nach Chapter 11 des United States Bankruptcy Code zu, dieses würde die Fortsetzung der Geschäfte von Infowars ermöglichen. Am 1. Juni 2024 verlautbarte Alex Jones, dass er weiterhin gegen die Gläubiger, also die Eltern von Sandy Hook, kämpfen werde. Daraufhin reichten die Gläubiger einen Eilantrag beim Gericht ein und forderten die Zwangsauflösung der Geschäfte im Gegensatz zu einer Neuorganisation. Das Gericht verfügte schließlich die Auflösung aller Vermögenswerte nach Chapter 7 und die Einsetzung eines Insolvenzverwalters.
Am 25. September 2024 wurde vom Insolvenzverwalter die Auflösung und Zwangsversteigerung des gesamten Inventars der Firma Free Speech Systems, der Mutterfirma von Infowars, für den 13. November festgesetzt. Die Rechte an InfoWars wurden vom Satiremagazin The Onion aus der Insolvenzmasse erworben.

### Verschwörungstheorien
Jones ist, wie der Schweizer Journalist Roger Schawinski feststellt, „Anhänger aller gängigen Verschwörungstheorien“. Zumeist verbreitet er, die demokratisch gewählten Regierungen der USA seien in Wahrheit nur Aushängeschilder und Strohmänner für die wahren Machteliten von Geschäftsleuten, die im Verborgenen daran arbeiten würden, eine „Neue Weltordnung“ zu etablieren. Der Politikwissenschaftler Michael Barkun sieht in dieser immer wiederkehrenden Grundannahme, nichts sei, wie es scheine, und hinter allem stecke eine bedrohliche, geheime Realität, einen typischen Zug von Verschwörungstheorien. In den Interpretationsrahmen dieser „Superverschwörungstheorie“ kann Jones, wie Michael Butter schreibt, leicht alle möglichen Ereignisse integrieren, sodass ihm nie der Stoff für seine Sendungen ausgeht. Jones behauptet, die Verschwörer würden regelmäßig unliebsame Mitwisser ermorden lassen, auch er selbst habe zahlreiche Morddrohungen erhalten. Die Frage des BBC-Journalisten David Aaronovitch, warum er denn überhaupt noch am Leben sei („Wenn sie Sie töten wollten, würden sie Sie nicht bedrohen“), ließ er unbeantwortet.
Jones’ Elitenkritik an der demokratisch nicht legitimierten Wirtschaftsmacht der Wall Street, der europäischen Finanzwelt und der globalisierten Wirtschaft geht wiederholt nahtlos über in eher religiös oder sittlich begründete Vorwürfe, wenn er denselben Eliten unterstellt, unchristliche, „kanaanitische“ Rituale, sexuelle Ausschweifungen und widernatürliche Praktiken bis hin zu Opferungen von Kindern zu begehen. In diesem Zusammenhang äußerte er sich in Interviews zum Franklin-Cover-Up-Skandal von 1989/1990. Dabei ging es um Vorwürfe des Kindesmissbrauchs mit teilweise satanisch-rituellem Hintergrund gegen US-Politiker, die aber nie nachgewiesen werden konnten. Jones stellte eigene Recherchen über die angebliche Verwendung freimaurerischer Symbole in Washington, D.C., den Bohemian Grove und über die Mitgliedschaft sowohl von Präsident George W. Bush als auch von dessen Herausforderer im Wahlkampf 2004, John Kerry, im Geheimbund Skull & Bones der Yale University an. Auch hier sieht er Anzeichen für eine satanistische Weltverschwörung gegen die USA. Diese Vorstellungen wurzeln nach Ansicht des Sozialpsychologen Jovan Byford in einer sozialkonservativen Agenda und in der Vorstellungswelt des mittelalterlichen Antijudaismus mit seinen Ritualmordvorwürfen. Im Jahr 2002 ließ sich ein 37-jähriger US-Bürger durch Jones’ wüste Behauptungen dazu motivieren, schwerbewaffnet auf das Gelände des Bohemian Grove einzudringen, um die rituelle Gewalt zu beenden, die dort angeblich gang und gäbe sei. Die Polizei konnte ihn rechtzeitig festnehmen.
Jones behauptet zudem, Osama bin Laden sei nicht am 2. Mai 2011 getötet worden, sondern bereits lange vorher tot gewesen. Man habe ihn jedoch tiefgefroren, um zu einem geeigneten Zeitpunkt seine Erschießung melden zu können. Jones nimmt für sich in Anspruch, im Juli 2001 die Anschläge vom 11. September 2001 prognostiziert zu haben. Tatsächlich hatte er vor einer Wiederholung des Bombenanschlags von 1993 im Auftrag der Regierung gewarnt. 2011 erklärte er, bereits 2009 den Bankrott der amerikanischen Wirtschaft richtig vorausgesagt zu haben, der jedoch bislang nicht eintrat. Laut dem amerikanischen Religionswissenschaftler David G. Robertson sind Jones’ diverse Prophezeiungen seit 1995 im Wesentlichen dieselben geblieben.
Jones ist erklärter Leugner des Klimawandels. Die globale Erwärmung hält er für einen Mythos, der von den globalen Eliten erfunden worden sei, um neue Steuern einführen zu können.
Jones gehört zu den prominentesten Vertretern der Birther-Bewegung, die die Legitimität von Obamas Präsidentschaft anzweifelt, da dieser in Wahrheit ein in Kenia geborener Muslim sei. Inspiriert von diesen Verdächtigungen versuchte im November 2011 der psychisch kranke Oscar Ortega, nachdem er Jones’ Film The Obama Deception gesehen hatte, den Präsidenten zu erschießen, den er für den Antichrist hielt. Das Attentat scheiterte.
Jones behauptete bis 2016, die US-Regierung bzw. die sie steuernde „Neue Weltordnung“ sei im Sinne einer False Flag Operation für die Terroranschläge am 11. September 2001 verantwortlich. Er behauptete zusätzlich, er habe die Anschläge vorhergesagt, tatsächlich aber hatte er nur unspezifisch von einem „zweiten Bombenanschlag von Oklahoma City“ gesprochen, den die Regierung angeblich plante. 2007 produzierte er die zweite Ausgabe des verschwörungstheoretischen Films Loose Change. Im Präsidentschaftswahlkampf 2015/16 änderte er seine Meinung zu den Anschlägen. Seitdem stellt Jones nicht mehr die eigene Regierung, sondern Muslime als die Schuldigen dar. Damit passte er sich an den von ihm unterstützten republikanischen Kandidaten Donald Trump an, der behauptet hatte, er habe mit eigenen Augen gesehen, wie Araber in New Jersey den Einsturz der Zwillingstürme bejubelt hätten.
Rechtsextreme Demonstrationen in Charlottesville 2017 leugnete er und erklärte, jüdische Schauspieler wären als Ku-Klux-Klan-Demonstranten verkleidet durch die Stadt marschiert, um Zusammenstöße zu provozieren. Nachdem ein rassistisch motivierter Attentäter im August 2019 in El Paso (Texas) 22 Menschen erschossen hatte, mutmaßte Jones auf infowars.com, da das Massaker ja nur den „liberalen Eliten“ nutze, könne wohl der „Deep state“ dahinter stecken.

### Unterstützung Trumps
Im amerikanischen Präsidentschaftswahlkampf 2016 stellte sich Jones früh hinter Trump, der auch in seiner Sendung auftrat und sich als Fan zu erkennen gab. Jones begründete dies in seinen Sendungen unter anderem damit, dass Trumps demokratische Rivalin Hillary Clinton ebenso wie sein Vorgänger Obama Dämonen seien, die buchstäblich nach Schwefel röchen; hinter ihnen stünde eine internationale Verschwörung, vor der nur Trump die USA beschützen könne. Jones verbreitete in diesem Zusammenhang auch die Gerüchte über den so genannten Pizzagate-Skandal. Danach sei es im Keller der Washingtoner Pizzeria Comet Ping Pong zu massenhaftem sexuellen Kindesmissbrauch gekommen, auch die Präsidentschaftskandidatin Clinton sei darin verwickelt. Wieder ließ sich einer seiner Hörer dadurch motivieren, schwer bewaffnet den angeblichen Ort der Verbrechen zu stürmen. Keine von Jones’ Behauptungen erwies sich als wahr. Nach der Wahl wurde er nach eigenen Angaben von Trump persönlich angerufen, der ihm für seine Hilfe im Wahlkampf dankte. Am 24. März 2017 erklärte Jones auf seiner Website, was er über Comet Ping Pong behauptet hatte, habe auf einem „unzutreffenden Narrativ“ beruht, und entschuldigte sich bei Inhaber und Angestellten.
Jones verbreitet Falschinformationen zur COVID-19-Pandemie. So bestreitet er die Existenz des neuartigen Coronavirus SARS-CoV-2, das die Pandemie auslöste. Dies sei ein „Schwindel“. Im März 2020 hatte er noch versichert, eine von ihm vertriebene Zahnpasta wirke zuverlässig als Virostatikum gegen alle SARS-Corona-Viren („kills the whole SARS-corona family at point-blank range“). Letitia James, Attorney General des Staates New York, untersagte ihm, diese Behauptungen zu wiederholen.
Am 14. November 2020 trat er in Washington beim Million MAGA March auf, einer Großdemonstration von Trump-Anhängern, die den Sieg Joe Bidens bei der Präsidentschaftswahl in den Vereinigten Staaten 2020 für das Ergebnis von Wahlfälschungen halten. Jones kündigte eine „zweite amerikanische Revolution“ an, um Trump zu einer weiteren Amtszeit zu verhelfen: „Keine Sorge, Mr. Präsident. Die Kavallerie ist auf dem Weg.“
Jones ist ein entschiedener Impfgegner und lehnt jede Impfung gegen das Coronavirus strikt ab. An dieser Ansicht hielt er auch dann noch fest, als Trump im August 2021 erneut öffentlich eine Impfung empfahl und darauf hinwies, dass er selbst (schon im Januar) geimpft worden sei.

## Methoden, Stil und Kritik
Jones wurde bekannt für seine emotional geladenen, aufbrausenden Hetzreden, die ihm, zusammen mit seinen Positionen, den Vorwurf fehlender Seriosität einbrachten. Seine Kritiker betrachteten ihn als reinen Verschwörungstheoretiker, der sich systematisch reißerischer Übertreibungen, Verzerrungen und Angstmache bediene, um ein entsprechendes Publikum zu erreichen und hiervon finanziell zu profitieren. Der Journalist Nick Abbe rechnete Jones zum Umfeld der John Birch Society und versuchte am Beispiel von „Alex Jones [aufzuzeigen], der in den USA ein prominentes und umstrittenes Mitglied der ‚truther‘ ist, […], wie Informationen – aus zwielichtigen Quellen [z. T. rechtsextremen], lanciert aus einem politisch fragwürdigen Umfeld – gefiltert werden.“ Von verschiedener Seite wurde Jones vorgeworfen, auf seinen Websites Fake News zu verbreiten.
Die Frage, inwieweit Jones an die von ihm verbreiteten Verschwörungstheorien selbst glaubt, wurde im April 2017 im Zusammenhang mit einem Prozess um das Sorgerecht für seine drei Kinder öffentlich diskutiert. Jones’ Ex-Frau argumentierte vor Gericht, seine Wutausbrüche vor der Kamera, seine haltlosen Verdächtigungen und seine Verharmlosung von Trumps sexistischen Äußerungen machten ihn als Erzieher ungeeignet. Jones’ Anwälte erwiderten, er sei ein „Aktionskünstler“, er spiele in seinen Sendungen nur satirisch zugespitzt eine Rolle, von der man nicht auf sein Alltagsverhalten schließen dürfe. In einem Video auf Infowars dementierte er diese Argumentation und versicherte sein Publikum seiner vollkommenen Authentizität: „Ich glaube 110-prozentig an das, wofür ich stehe.“ Seiner Popularität tat diese Widersprüchlichkeit indes keinen Abbruch.

## Sperrung auf sozialen Plattformen
Im Juli 2018 sperrte Facebook Jones’ persönlichen Account für 30 Tage wegen wiederholter Verstöße gegen die Gemeinschaftsrichtlinien und drohte damit, seine Seite vollständig zu löschen. Jones hatte bis August 2018 einen YouTube-Kanal mit 2,4 Millionen Abonnenten. YouTube löschte im Juli 2018 vier seiner Videos wegen Hassrede und Gefährdung von Kindern. Dies war bereits die zweite Löschung; im Fall einer dritten war eine dauerhafte Sperre des Kanals vorgesehen. Zu dieser kam es Anfang August 2018, nachdem auch Apple fünf von sechs Podcasts mit Texten von Jones aus iTunes entfernt hatte. Nun entfernten neben Facebook und Youtube auch Spotify, Pinterest und Youporn seine Inhalte von ihren Seiten und sperrten seine Accounts mit der Begründung, Jones habe in menschenverachtender Sprache Gewalt verherrlicht und Immigranten, Transgender und Muslime verächtlich gemacht. Das Vorgehen der übrigen Internetkonzerne bezeichnete Jones als „Zensur“. Twitter hatte sich den Sperrungen zunächst nicht angeschlossen. Am 15. August 2018 sperrte auch Twitter Jones’ Konto für eine Woche, weil er zu Gewalt angestachelt und damit gegen Unternehmensrichtlinien verstoßen habe. Im September 2018 erfolgte schließlich die dauerhafte Sperre für alle Konten mit Bezug zu Alex Jones und Infowars. Ende September 2018 beendete PayPal die Zusammenarbeit mit Alex Jones. Im Dezember 2023 wurde sein Account bei X (vormals Twitter) nach einer Nutzerumfrage wieder freigeschaltet.

## Filmografie
- 1998: America: Destroyed by Design
- 1999: Police State 2000
- 1999: Are You Practicing Communism? (produziert von Mike Hanson)
- 2000: America Wake Up or Waco
- 2000: The Best of Alex Jones
- 2000: Dark Secrets Inside Bohemian Grove
- 2000: Police State II: The Takeover
- 2001: Comprehensive Annual Financial Reports: Exposed
- 2001: 911 The Road to Tyranny: Special Emergency Release
- 2002: 911 The Road to Tyranny
- 2002: The Masters of Terror: Exposed
- 2003: Matrix of Evil
- 2003: Police State 3: Total Enslavement
- 2004: American Dictators: Documenting the Staged Election of 2004
- 2005: Martial Law 9-11: Rise of the Police State
- 2005: The Order of Death
- 2006: TerrorStorm: A History of Government-Sponsored Terrorism
- 2007: Endgame – Blueprint for Global Enslavement
- 2007: Endgame 1.5
- 2007: TerrorStorm: A History of Government-Sponsored Terrorism – Second Edition
- 2007: Loose Change: Final Cut by Dylan Avery (als ausführender Produzent)
- 2008: The 9/11 Chronicles: Part 1, Truth Rising
- 2008: Fabled Enemies by Jason Bermas (Produzent)
- 2009: DVD Arsenal: The Alex Jones Show Vols. 1—3
- 2009: The Obama Deception: The Mask Comes Off
- 2009: Fall of the Republic, Vol. 1, The Presidency of Barack H. Obama
- 2009: Reflections and Warnings: An Interview with Aaron Russo
- 2010: Police State IV: The Rise Of FEMA
- 2010: Invisible Empire: A New World Order Defined by Jason Bermas (Produzent)
- 2010: The Fall of America and the Western World by Brian Kraft (Feature)
- 2012: New World Order: Blueprint of Madmen

## Schriften
- 9/11: Descent Into Tyranny. Progressive Press, 2002, ISBN 1-57558-113-2.
- (gemeinsam mit John Coleman): Das Komitee der 300: Die Hierarchie der Verschwörer. J.K. Fischer, Gelnhausen 2014, ISBN 3-941956-10-8.
- The Great Reset: And the War for the World. Skyhorse Publishing, 2022, ISBN 978-1-5107-7404-9.
- (gemeinsam mit Kent Heckenlively und Stephen Bannon): The Great Awakening: Defeating the Globalists and Launching the Next Great Renaissance. Skyhorse, 2023, ISBN 978-1-5107-7902-0.